# Между нами музыка
«Между нами музыка» (англ. Song to Song) — американский художественный фильм режиссёра Терренса Малика с Руни Мара, Райаном Гослингом, Майклом Фассбендером и Натали Портман в главных ролях. После продолжительного периода постпроизводства, премьера фильма состоялась на фестивале South by Southwest 10 марта 2017.

## Сюжет
Фильм расскажет о двух пересекающихся любовных треугольниках. Это история о сексуальной одержимости и предательстве на фоне музыкальной сцены в Остине, штат Техас.
На одной из шумных вечеринок у бассейна милая и симпатичная девушка Фэй (Руни Мара) знакомится с молодым талантливым музыкантом БиВи (Райан Гослинг). Между двумя романтичными натурами сразу же вспыхивает страсть, и их отношения начинают стремительно развиваться. Но у Фэй есть один маленький, но серьёзный секрет — она уже некоторое время периодически встречается с богатым и влиятельным музыкальным продюсером Куком (Майкл Фассбендер), который к тому же является хорошим знакомым БиВи. Девушка начинает метаться между двух мужчин и в итоге делает свой непростой выбор. Вот только это далеко не последний выбор, что ей предстоит сделать. Вскоре ей нужно будет решать, что для неё важнее: карьера, о которой она недавно могла только мечтать, или любовь, поселившаяся в её сердце.
Параллельно этому Кук знакомится с привлекательной и амбициозной официанткой Рондой (Натали Портман), которая довольно быстро занимает значимое место в его жизни. Судьбы всех персонажей причудливым образом пересекаются между собой, заставляя каждого из героев всерьёз задуматься над происходящим и в определённый момент своей жизни сделать непростой выбор, определяющий их будущее.

## В ролях
- Руни Мара — Фэй
- Райан Гослинг — БиВи
- Майкл Фассбендер — Кук
- Натали Портман — Ронда
- Кейт Бланшетт — Аманда
- Вэл Килмер — Дуэйн
- Беренис Марло — Зоуи
- Том Старридж — брат БиВи
- Люкке Ли — Люкке
- Холли Хантер — Миранда
- Патти Смит, Флоренс Уэлч, Игги Поп, Алан Паломо, The Black Lips, Джон Лайдон, Фли и другие появляются в эпизодических ролях.

## Создание
В ноябре 2011 года было анонсировано, что Райан Гослинг, Кристиан Бейл, Кейт Бланшетт, Руни Мара и Хейли Беннетт снимутся в новом фильме Терренса Малика. Было отмечено, что Малик намерен в 2012 году начать съемки сразу двух фильмов — «Без закона» (Lawless) и «Рыцарь кубков» (Knight of Cups). В январе 2012 года стало известно, что к основному касту фильма присоединилась Натали Портман. Осенью 2012 года появилась новость про участие Майкла Фассбендера в съёмках фильма. Позже в том же 2012 году появилось известие, что австралийский режиссер Джон Хиллкоут намерен также назвать свой будущий фильм Lawless, Терренс уступил и разрешил ему использовать это наименование. В мае 2015 года картина получила новое название — Weightless. В феврале 2016 года, продюсер фильма Сара Грин подтвердила, что название фильма, действительно, будет «Невесомость», но позже название было изменено на «Песня за песней».
Основная часть съёмок проводились в 2012 году в городе Остин, штат Техас. Музыкальные фестивали «Austin City Limits» и «The Fun Fun Fun festival» стали фоном для событий картины.
По словам Райана Гослинга, съёмки фильма проходили без всякого сценария.

## Критика
Фильм «Между нами музыка» получил смешанные отзывы кинокритиков. На сайте Rotten Tomatoes его рейтинг составляет 43 % свежести на основе 125 рецензий со средним баллом 5.36 из 10. На сайте Metacritic фильм имеет оценку 54 из 100 на основе 34 рецензий критиков, что соответствует статусу «смешанные или средние отзывы».В крупнейшей базе данных фильмов IMDb «Между нами музыка» имеет средний рейтинг от посетителей в 5,8 балла из 10 (8 558 голосов).